# Elisha Cuthbert

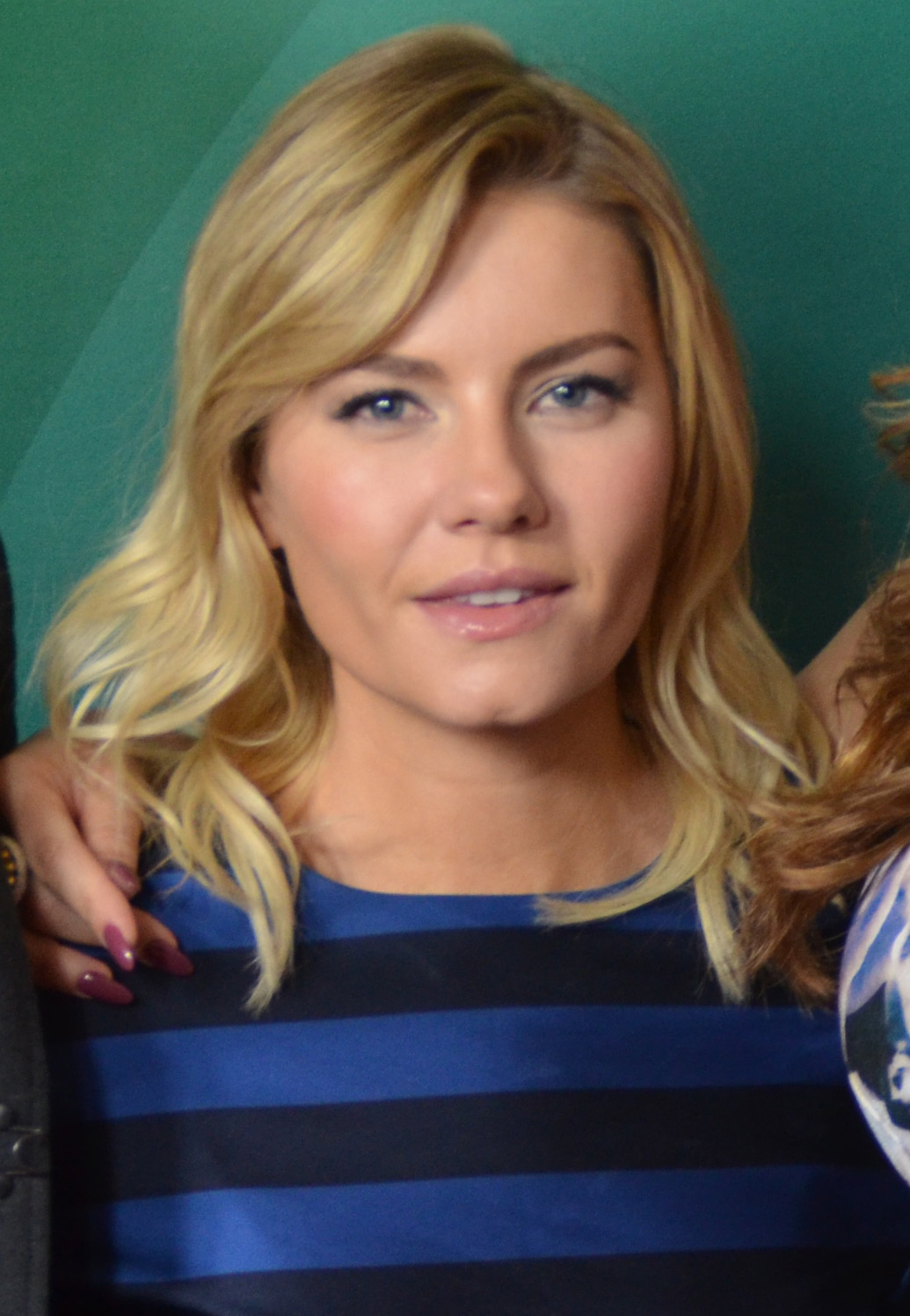
Elisha Cuthbert (2015)

Elisha Cuthbert (* 30. November 1982 in Calgary, Alberta als Elisha Ann Cuthbert) ist eine kanadische Schauspielerin.

## Leben
Elisha Cuthbert wuchs in Montreal auf. Mit sieben Jahren war sie erstmals als Fotomodell tätig. Sie übernahm kleinere Rollen in Fernsehfilmen und Serien, so 1996 in der Serie Grusel, Grauen, Gänsehaut. Ab 1999 gehörte sie in der Neuauflage der Serie zur regulären Besetzung. Im Alter zwischen 15 und 18 reiste sie als Korrespondentin für die Serie Popular Mechanics for Kids um den Globus. Sie erhielt dafür einen Preis für Journalismus und wurde von der damaligen First Lady Hillary Clinton ins Weiße Haus eingeladen.
Cuthbert wurde international bekannt als Schauspielerin in der Rolle der Kimberly Bauer in der Fernsehserie 24, wo sie die Tochter der Hauptfigur spielte, des Regierungsagenten Jack Bauer. In der ersten Staffel wird sie von Terroristen entführt. Die zweite Staffel handelt von einem drohenden Atombombenanschlag, vor dem sie von ihrem Vater gewarnt wird. In der dritten Staffel arbeitet sie schließlich ebenfalls als Agentin der Regierung. In den folgenden Staffeln tritt ihre Figur sporadisch auf.
Sie spielte mit in den Filmen Lucky Girl (2001) und Old School (2003) und The Girl Next Door (2004). Im Horror-Remake House Of Wax (2005) besetzte Cuthbert die weibliche Hauptrolle.
Cuthbert war 2008 für die Goldene Himbeere als schlechteste Schauspielerin in dem Horrorfilm Captivity nominiert.
Zwischen 2011 und 2013 spielte sie drei Staffeln lang in der Sitcom Happy Endings die Hauptrolle der Alex Kerkovich. Von 2016 bis 2020 war Cuthbert neben Ashton Kutcher und Sam Elliott in der Netflix-Sitcom The Ranch zu sehen.
Im Jahr 2013 heiratete Cuthbert den kanadischen Eishockey-Profi Dion Phaneuf. 2017 kam die gemeinsame Tochter zur Welt.

## Ehrungen und Auszeichnungen
- Gemini Award als beste weibliche Hauptrolle in Lucky Girl
- Nominierung Screen Actors Guild Awards für ihre Rolle in der ersten Staffel der Serie 24
- Nominierung MTV Movie Award für The Girl Next Door

## Filmografie (Auswahl)
- 1996, 1999–2000: Grusel, Grauen, Gänsehaut (Are You Afraid of the Dark?, Fernsehserie, 27 Folgen)
- 1997: Maddy tanzt auf dem Mond (Dancing on the Moon)
- 1997–2000: Popular Mechanics for Kids (Fernsehserie)
- 1998: Nico, das Einhorn (Nico the Unicorn)
- 1998: Airspeed – Rettung in letzter Sekunde (Airspeed)
- 1999: Der magische Fahrstuhl (Time at the Top)
- 1999: Wer behält das Haus? (Who Gets the House?)
- 2000: E-Mail ans weiße Haus (Mail to the Chief, Fernsehfilm)
- 2000: Ein Geist kommt selten allein (Believe)
- 2001: Lucky Girl (Fernsehfilm)
- 2001–2010: 24 (Fernsehserie, 79 Folgen)
- 2003: Old School – Wir lassen absolut nichts anbrennen (Old School)
- 2003: Tatsächlich… Liebe (Love Actually)
- 2004: The Girl Next Door
- 2005: House of Wax
- 2005: The Quiet – Kannst du ein Geheimnis für dich behalten? (The Quiet)
- 2007: Captivity
- 2007: Amok – He Was a Quiet Man (He Was a Quiet Man)
- 2008: My Sassy Girl – Unverschämt liebenswert (My Sassy Girl)
- 2008: Guns – Der Preis der Gewalt (Guns – Live by them, die by them, Miniserie)
- 2009: Mein Vater, seine Frauen und ich (The Six Wives of Henry Lefay)
- 2010: The Forgotten – Die Wahrheit stirbt nie (The Forgotten, Fernsehserie, Folge 1x12-1x17)
- 2011–2013, 2020: Happy Endings (Fernsehserie, 58 Folgen)
- 2014: Just Before I Go
- 2015: One Big Happy (Fernsehserie, 6 Folgen)
- 2016–2020: The Ranch (Fernsehserie, 77 Folgen)
- 2017: Goon: Last of the Enforcers
- 2020: Eat Wheaties!
- 2020: Jann (Fernsehserie, Folge 2x03)
- 2022: The Cellar – Verlorene Seelen (The Cellar)
- 2022: Bandit